# Christian Georg von Møsting
Christian Georg von Møsting (1668 (døbt 30. marts i Trygstad, Smålenene) – 31. juli 1720) var en dansk-norsk officer, halvbroder til Alexander Frederik von Møsting.
Møsting var søn af kaptajn i Norge Nicolaus Abraham von Møsting til Rønnovsholm (død 1683) og dennes første hustru. Hans moder, Juliane Cathrine Lange, var af slægten med en rose i våbenet. Han blev 1688 premierløjtnant ved Schacks Infanteriregiment, 1692 forsat til Puttkamers Regiment, der samme år sendtes til Ungarn i kejserligt sold. Her blev Møsting 1698 kaptajn, efter hjemkomsten 1699 major ved Bergenhusiske Regiment, 1700 oberstløjtnant ved Rodsteens nyhvervede dragonregiment. Med dette fulgte han til Sachsen og siden til Italien, hvor de danske hjælpetroppers chef Christian Gyldenløve benyttede ham til forhandlinger med regeringen i Wien og omtaler ham som "en af de bedste Officerer ved samtlige Tropper". Ved omordningen 1703 kom han til korpsets 1. Infanteriregiment, men blev året efter kaldt hjem og udnævnt til oberst for Aarhus Stifts Infanteriregiment, som han beholdt til sin død, 31. juli 1720. Møsting, der 1711 forfremmedes til generalmajor, og hans nationalregiment deltog med ære i belejringen af Stralsund samme år og særlig i slaget ved Gadebusch 1712. Senere ledede Møsting på dansk side underhandlingerne om den svenske hærs overgivelse og var medundertegner af kapitulationen ved Oldenswort 1713. Også i krigen i Norge 1716-17 kom Møsting til at tage del med den ene af sit regiments bataljoner. Senere var han en tid overkommandant i Glückstadt.
Møstings hustru var ligesom hans moder en dame af gammel dansk adel, nemlig Cathrine Marie Juel (1668-1712), søster til generalerne Gregers og Christian Juel. Han arvede efter sin mødrene slægt Rønnovsholm og Fuglsig, fik med sin hustru part i Vrejlev Kloster og ejede desuden en kort tid Børglum Kloster, alle i Vendsyssel. Skrumsager i Ribeegnen fik han testamenteret af en slægtning på mødrene side.